# نيكولاس كوين
نيكولاس كوين (بالإنجليزية: Nicholas Quinn)‏ (مواليد 3 يونيو 1993) هو سبّاح من جمهورية أيرلندا، مثّل بلاده في الألعاب الأولمبية الصيفية 2016.

## روابط خارجية
نيكولاس كوين على موقع الاتحاد الدولي للسباحة (الإنجليزية)
- نيكولاس كوين على موقع اللجنة الأولمبية الدولية (الإنجليزية)
- نيكولاس كوين على موقع أوليمبيديا (الإنجليزية)